# NGC 7811
NGC 7811 je galaxie v souhvězdí Ryb. Její zdánlivá jasnost je 14,5m a úhlová velikost 0,40′ × 0,4′. Je vzdálená 347 milionů světelných let, průměr má 40 000 světelných let. Galaxii objevil 5. října 1864 Albert Marth.

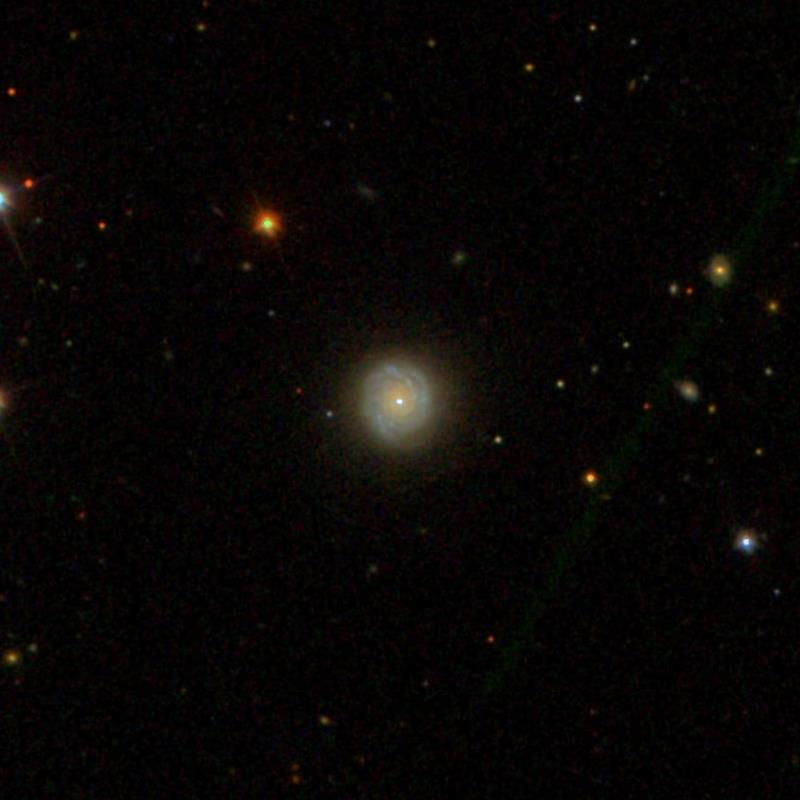
snímek z SDSS